# Evolve (gra komputerowa)
Evolve – internetowa gra komputerowa, z gatunku strzelanek pierwszoosobowych, wyprodukowana przez Turtle Rock Studios na komputery osobiste oraz konsole PlayStation 4 i Xbox One. Jej premiera odbyła się 10 lutego 2015 roku, a 7 lipca 2016 roku przeszła na model free-to-play i zmieniła nazwę na Evolve Stage 2.

## Rozgrywka
Evolve jest strzelanką sieciową, w której czterech graczy wciela się w najemników walczących z bestią kierowaną przez piątego gracza. Każdy z polujących na potwora przypisany jest do jednej z czterech klas (traper, szturmowiec, medyk i wsparcie). W podstawowej wersji gry dostępne są trzy bestie, natomiast czwarta pojawiła się w formie DLC zatytułowanego Monster Expansion Pack.